# Sonic Boom (Lee Morgan)
Sonic Boom è un album di Lee Morgan, pubblicato dalla Blue Note Records nel 1979. Il disco fu registrato al Van Gelder Studio di Englewood Cliffs, New Jersey (Stati Uniti) nelle date indicate nella lista tracce.

## Tracce
Lato A
1. Sneaky Pete – 5:43 (Lee Morgan) – Registrato il 28 aprile 1967
2. The Mercenary – 7:07 (Lee Morgan) – Registrato il 28 aprile 1967
3. Sonic Boom – 6:14 (Lee Morgan) – Registrato il 14 aprile 1967

Lato B
1. Fathead – 5:24 (Lee Morgan) – Registrato il 28 aprile 1967
2. I'll Never Be the Same – 7:11 (Gus Kahn, Matty Malneck) – Registrato il 28 aprile 1967
3. Mumbo Jumbo – 5:24 (Lee Morgan) – Registrato il 28 aprile 1967

Edizione CD del 2003, pubblicato dalla Blue Note Records
1. Sneaky Pete – 5:44 (Lee Morgan)
2. The Mercenary – 7:08 (Lee Morgan)
3. Sonic Boom – 6:15 (Lee Morgan)
4. Fathead – 5:25 (Lee Morgan)
5. I'll Never Be the Same – 7:13 (Gus Kahn, Matty Malneck)
6. Mumbo Jumbo – 5:25 (Lee Morgan)
7. Free Flow – 4:48 (George Coleman)
8. Stormy Weather – 5:41 (Harold Arlen, Ted Koehler)
9. Mr. Johnson – 6:06 (Harold Mabern)
10. The Stroker – 5:44 (Julian Priester)
11. Uncle Rough – 5:31 (Harold Mabern)
12. Claw-Til-Da – 3:03 (Mickey Roker)
13. Untitled Boogaloo – 5:35 (Lee Morgan)

- Brani CD - 1, 2, 4, 5 e 6 registrati il 28 aprile 1967 a Englewood Cliffs, New Jersey
- Brano CD - 3 registrato il 14 aprile 1967 a Englewood Cliffs, New Jersey
- Brani CD - 7, 8, 9, 10, 11, 12 e 13 registrati il 10 ottobre 1969 a Englewood Cliffs, New Jersey

## Musicisti
Brani - LP  A1, A2, A3, B1, B2 e B3 / CD  1, 2, 3, 4, 5 e 6
- Lee Morgan - tromba
- David Fathead Newman - sassofono tenore (tranne brano: I'll Never Be the Same)
- Cedar Walton - pianoforte
- Ron Carter - contrabbasso
- Billy Higgins - batteria

Brani - CD  7, 8, 9, 10, 11, 12 e 13
- Lee Morgan - tromba
- George Coleman - sassofono tenore
- Julian Priester - trombone
- Harold Mabern - pianoforte
- Walter Booker - contrabbasso
- Mickey Roker - batteria